# Bhutila Karpoche

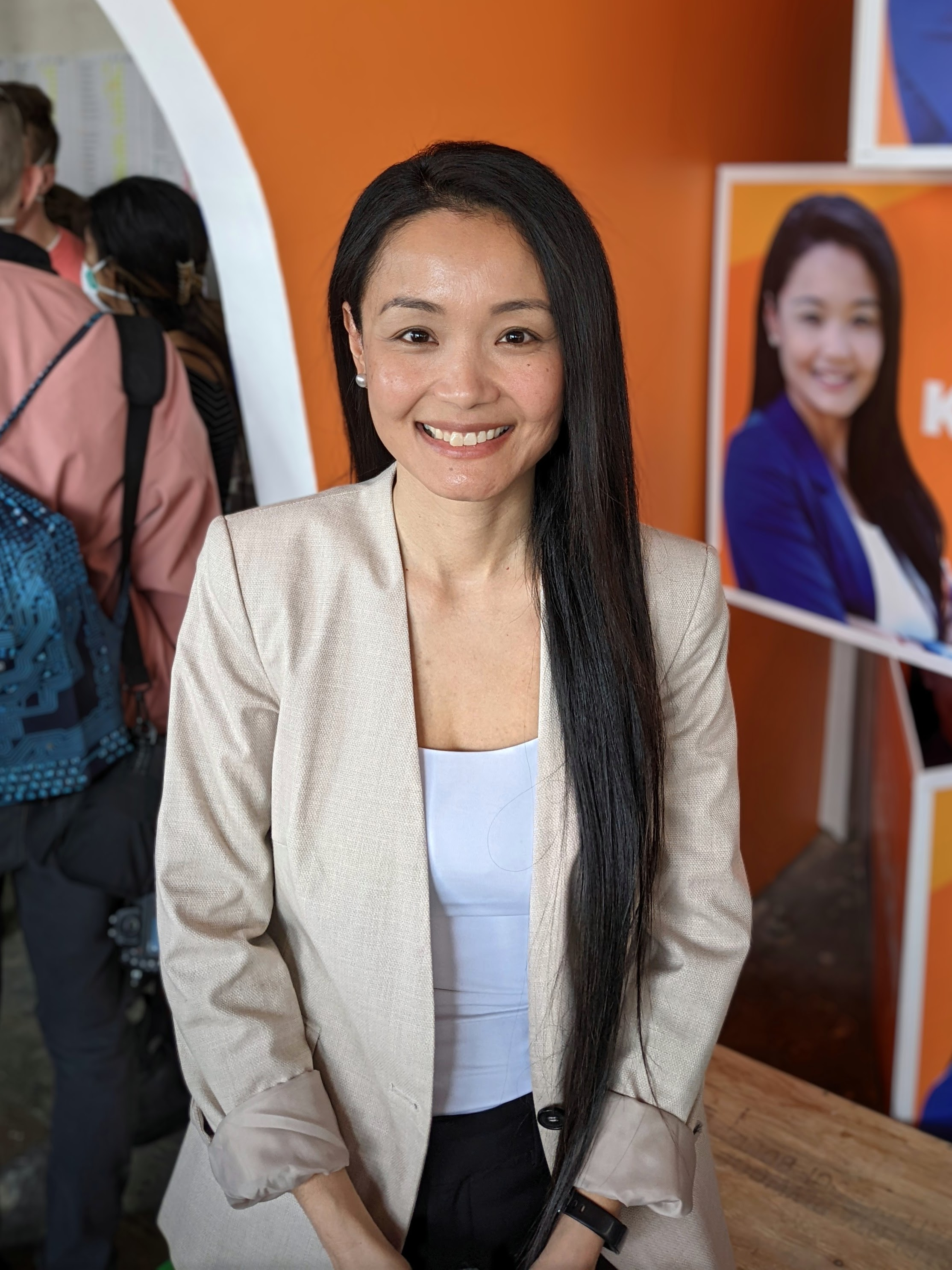
Bhutila Karpoche

Bhutila Tenzin Karpoche (tibetisch >ུ་ཁྲིད་ལ་དཀར་པོ་ཆེས།; * 1983 oder 1984 in Kathmandu, Nepal) ist eine kanadische Politikerin. Von 2018 bis 2025 war sie als Mitglied der Ontario New Democratic Party Abgeordnete der Legislativversammlung von Ontario für den Wahlkreis Parkdale–High Park in Toronto. Sie ist die erste Person tibetischer Herkunft, die in Nordamerika in ein politisches Amt gewählt wurde.

## Frühes Leben
Karpoche wurde 1983 oder 1984 in Kathmandu, Nepal geboren. Ihre Eltern und Großeltern waren Flüchtlinge, die nach dem Tibetaufstand 1959 aus Tibet flohen. Sie wurde staatenlos geboren. Ihren Namen erhielt sie von Tenzin Gyatso, dem 14. Dalai Lama, den sie mit 16 Jahren kennenlernte. Sie spricht Tibetisch, Nepali, Englisch, Französisch, und Spanisch.
Im Jahr 2002 wurden sie und ihre Familie ein zweites Mal Flüchtlinge. Die Eskalation des nepalesischen Bürgerkriegs hatte dazu geführt, dass sich die Kämpfe zwischen der Regierung und der Kommunistischen Partei Nepals im ganzen Land ausweiteten. Sie lebte kurz in New York City, bevor sie nach Toronto zog. Sie ließ sich im Torontoer Stadtteil Parkdale nieder, wo es eine kleine tibetische Gemeinde gibt.
Sie begann 2003 ihr Studium und machte einen Bachelorabschluss in Wissenschaft an der University of British Columbia und einen Masterabschluss in Epidemiologie an der University of Toronto. Im Jahr 2008 wurde sie kanadische Staatsbürgerin.

## Politische Karriere
Bevor Karpoche Politikerin wurde, arbeitete er als Assistent der Politikerin Cheri DiNovo. Als DiNovo ihren Rücktritt ankündigte, beschloss Karpoche, bei den Provinzwahl 2018 in ihrem Wahlkreis Parkdale–High Park als Kandidatin der Ontario New Democratic Party anzutreten. Sie gewann den Wahlkreis mit 32.407 Stimmen (59,41 %). Sie wurde bei der Provinzwahl 2022 wiedergewählt.
Als Politikerin schlug sie eine Reihe von Gesetzen vor, viele davon mit dem Ziel, die Wohnkosten zu senken und die Arbeitnehmerrechte zu stärken.
Im Jahr 2019 wurde sie von den Lesern des Toronto Star zur besten Lokalpolitikerin Torontos gewählt. Sie wurde 2019, 2020 und 2021 von den Lesern des Now Magazine zur besten Abgeordneten der Legislativversammlung von Ontario gewählt.
Im September 2024 gab Karpoche bekannt, dass sie bei den Provinzwahl in Ontario 2025 nicht zur Wiederwahl antreten werde. Dies lag daran, dass sie die Kandidatin der föderal Neue Demokratische Partei im Wahlkreis Taiaiako'n–Parkdale–High Park in der Kanadische Unterhauswahl 2025 sein würde.